# Éditions Vents d'ailleurs
 (février 2018).
Si vous disposez d'ouvrages ou d'articles de référence ou si vous connaissez des sites web de qualité traitant du thème abordé ici, merci de compléter l'article en donnant les références utiles à sa vérifiabilité et en les liant à la section « Notes et références ».
Vents d’ailleurs est une marque d'édition française qui publie de la littérature, des livres de jeunesse, des documentaires et des livres d’art.
Elle appartient à  société Ici et Ailleurs.

## Présentation
Créées à Fort-de-France en 1994, les éditions Vents d'ailleurs sont actuellement installées dans le sud de la France à La Roque d'Anthéron.
La politique éditoriale bouscule les idées reçues de la vision de l'autre au travers du prisme des cultures dominantes et contredit les imaginaires familiers. Ouvrage après ouvrage, Jutta Hepke et Gilles Colleu combattent les représentations méprisantes et simplistes et s’appuient sur la conviction qu'une nouvelle écriture de l’histoire des peuples du monde est une nécessité absolue.
La maison d'édition publie des livres venus des cultures d’ailleurs, proches ou lointaines, convaincus que la connaissance des cultures du monde aide à bâtir une société plus solidaire et plus intelligente. Le catalogue de Vents d’ailleurs construit des passerelles vers ces imaginaires, propose des livres pour enrichir les êtres humains dans leur recherche d’humanité. La littérature est ainsi très présente dans le catalogue, mais également les albums jeunesse, l’art et les sciences humaines.
Le plaisir de la découverte, la curiosité permanente, un non-conformisme littéraire revendiqué permettent à Vents d’ailleurs d’éditer des ouvrages qui reflètent les mille plaisirs de la vie, la diversité des idées du monde, les imaginaires les plus singuliers.
Vents d’ailleurs est membre de l’Alliance internationale des éditeurs indépendants et signataire de la « Déclaration des éditeurs indépendants du monde latin » signée par 70 éditeurs venus de 23 pays, réunis à en novembre 2005 à l’occasion de la rencontre « Les éditeurs indépendants du monde latin et la bibliodiversité », organisée par l’Union latine, l’Alliance internationale des éditeurs indépendants et le Centre régional pour la promotion du livre en Amérique latine et dans la Caraïbe (CERLALC) dans le cadre de la Foire internationale du livre de Guadalajara au Mexique.
Vents d'ailleurs est diffusé et distribué en France par Harmonia Mundi jusqu'en août 2021 puis par Cedif/Pollen, à Haïti par Communication Plus, au Québec par Dimedia, dans le Pacifique par Book'in, dans le reste du monde par Ici & ailleurs.

## Prix littéraires
Les auteurs de Vents d'ailleurs ont obtenu plusieurs prix littéraires dont le prix Senghor : 2006 (L'heure hybride) - 2013 (Salone) - 2019 (Le fil des Anges)